# Ihor Szymeczko
Ihor Myronowycz Szymeczko (ukr. Ігор Миронович Шимечко; ur. 27 maja 1986 we Lwowie) – ukraiński sztangista, brązowy medalista mistrzostw świata, mistrz Europy.
W 2009 roku wywalczył złoty medal mistrzostw Europy w Bukareszcie w kategorii powyżej 105 kg. Triumfował w dwuboju, zdobywając również złote medale w rwaniu i podrzucie. W tymże roku zdobył również brązowy medal mistrzostw świata w Goyang. Ponadto na mistrzostwach Europy w Kazaniu w 2011 roku zdobył kolejny złoty medal.
Startował w igrzyskach olimpijskich w Pekinie, zajmując 5. miejsce. Taki sam wynik osiągnął na igrzyskach w Londynie w 2012 roku, a podczas igrzysk olimpijskich w Rio de Janeiro cztery lata później był dziewiętnasty.
Jego żoną jest Julija Szymeczko.

## Wyniki
| Rok  | Zawody               | Miasto             | Miejsce | Kategoria      | Wynik  |
| ---- | -------------------- | ------------------ | ------- | -------------- | ------ |
| 2006 | Mistrzostwa świata   | Santo Domingo      | 12      | powyżej 105 kg | 380 kg |
| 2007 | Mistrzostwa świata   | Chiang Mai         | 13      | powyżej 105 kg | 396 kg |
| 2008 | Mistrzostwa Europy   | Lignano Sabbiadoro | 6       | powyżej 105 kg | 414 kg |
| 2008 | Igrzyska olimpijskie | Pekin              | 5       | powyżej 105 kg | 433 kg |
| 2009 | Mistrzostwa Europy   | Bukareszt          | 1       | powyżej 105 kg | 433 kg |
| 2009 | Mistrzostwa świata   | Koyang             | 3       | powyżej 105 kg | 427 kg |
| 2010 | Mistrzostwa świata   | Antalya            | −       | powyżej 105 kg | DNF    |
| 2011 | Mistrzostwa Europy   | Kazań              | 2       | powyżej 105 kg | 412 kg |